# Rue Suavius
La rue Suavius est une rue située entre la rue Bidaut et la rue Wiertz à la limite du quartier Sainte-Marguerite.

## Odonymie
Lambert Zutman dit Suavius, né à Liège en 1510 et mort à Francfort en 1567, était un architecte, peintre, graveur, imprimeur et poète. Il est l'élève de Lambert Lombard, son beau-frère.